# Gouvernement Sinowatz
 (août 2023).
Si vous disposez d'ouvrages ou d'articles de référence ou si vous connaissez des sites web de qualité traitant du thème abordé ici, merci de compléter l'article en donnant les références utiles à sa vérifiabilité et en les liant à la section « Notes et références ».
IIe République d'Autriche
Kreisky IV Vranitzky I
Le gouvernement Sinowatz (en allemand : Bundesregierung Sinowatz) est le gouvernement fédéral autrichien entre le 24 mai 1983 et le 16 juin 1986, durant la seizième législature du Conseil national.

## Majorité et historique
Dirigé par le nouveau chancelier fédéral social-démocrate Fred Sinowatz, précédemment vice-chancelier, ce gouvernement est constitué et soutenu par une « coalition rouge-bleue » entre le Parti socialiste d'Autriche (SPÖ) et le Parti libéral d'Autriche (FPÖ), qui disposent ensemble de 102 députés sur 183, soit 55,7 % des sièges au Conseil national.
Il est formé à la suite des élections législatives du 24 avril 1983, au cours desquelles le SPÖ perd sa majorité absolue, acquise en 1971, et succède au gouvernement Kreisky IV. En conséquence de l'échec des sociaux-démocrates, le chancelier et président du parti, Bruno Kreisky, remet sa démission et suggère Sinowatz, ministre fédéral de l'Enseignement récemment promu vice-chancelier, pour lui succéder. Ce dernier se rapproche alors du FPÖ, qui avait déjà soutenu un gouvernement social-démocrate minoritaire treize ans plus tôt.
Lors du second tour de l'élection présidentielle de 1986, le 4 juin, le candidat du Parti populaire autrichien (ÖVP), Kurt Waldheim, est élu président fédéral, alors que Sinowatz s'est fortement opposé à cette candidature en raison du passé nazi de Waldheim. En conséquence de cette victoire, le chancelier remet sa démission et est remplacé par le ministre fédéral des Finances, Franz Vranitzky, qui reconduit l'alliance avec les libéraux en formant le gouvernement Vranitzky I.

## Composition

### Initiale (24 mai 1983)
- Par rapport au gouvernement Kreisky IV, les nouveaux ministres sont indiqués en gras, ceux ayant changé d'attributions en italique.

| Fonction                                                                             | Titulaire | Titulaire                  | Parti |
| ------------------------------------------------------------------------------------ | --------- | -------------------------- | ----- |
| Chancelier fédéral                                                                   |           | Fred Sinowatz              | SPÖ   |
| Vice-chancelier Ministre fédéral du Commerce, de l'Artisanat et de l'Industrie       |           | Norbert Steger             | FPÖ   |
| Ministre fédéral des Affaires étrangères                                             |           | Erwin Lanc                 | SPÖ   |
| Ministre fédéral de la Protection sociale                                            |           | Alfred Dallinger           | SPÖ   |
| Ministre fédéral des Finances                                                        |           | Herbert Salcher            | SPÖ   |
| Ministre fédéral de la Santé et de la Protection de l'environnement                  |           | Kurt Steyrer               | SPÖ   |
| Ministre fédéral de l'Intérieur                                                      |           | Karl Blecha                | SPÖ   |
| Ministre fédéral de la Justice                                                       |           | Harald Ofner               | FPÖ   |
| Ministre fédéral de l'Agriculture et des Forêts                                      |           | Günter Haiden              | SPÖ   |
| Ministre fédéral des Transports                                                      |           | Karl Lausecker             | SPÖ   |
| Ministre fédéral de la Défense nationale                                             |           | Friedhelm Frischenschlager | FPÖ   |
| Ministre fédéral de la Famille, de la Jeunesse et de la Protection des consommateurs |           | Elfriede Karl              | SPÖ   |
| Ministre fédéral de l'Enseignement et des Arts                                       |           | Helmut Zilk                | SPÖ   |
| Ministre fédéral des Travaux publics et de la Technologie                            |           | Karl Sekanina              | SPÖ   |
| Ministre fédéral de la Science et de la Recherche                                    |           | Heinz Fischer              | SPÖ   |

### Remaniement du 10 septembre 1984
- Les nouveaux ministres sont indiqués en gras, ceux ayant changé d'attributions en italique.

| Fonction | Titulaire | Titulaire                                                                                                   | Parti |
| --- | --------- | --- | ----- |
| Chancelier fédéral |           | Fred Sinowatz                                                                                               | SPÖ   |
| Vice-chancelier Ministre fédéral du Commerce, de l'Artisanat et de l'Industrie                                         |           | Norbert Steger                                                                                              | FPÖ   |
| Ministre fédéral des Affaires étrangères                                                                               |           | Leopold Gratz                                                                                               | SPÖ   |
| Ministre fédéral de la Protection sociale                                                                              |           | Alfred Dallinger                                                                                            | SPÖ   |
| Ministre fédéral des Finances                                                                                          |           | Franz Vranitzky                                                                                             | SPÖ   |
| Ministre fédéral de la Santé et de la Protection de l'environnement                                                    |           | Kurt Steyrer                                                                                                | SPÖ   |
| Ministre fédéral de l'Intérieur                                                                                        |           | Karl Blecha                                                                                                 | SPÖ   |
| Ministre fédéral de la Justice                                                                                         |           | Harald Ofner                                                                                                | FPÖ   |
| Ministre fédéral de l'Agriculture et des Forêts                                                                        |           | Günter Haiden                                                                                               | SPÖ   |
| Ministre fédéral des Transports Ministre fédéral de l'Économie publique et des Transports (01/01/1985)                 |           | Ferdinand Lacina                                                                                            | SPÖ   |
| Ministre fédéral de la Défense nationale                                                                               |           | Friedhelm Frischenschlager                                                                                  | FPÖ   |
| Ministre fédéral de la Famille, de la Jeunesse et de la Protection des consommateurs                                   |           | Gertrude Fröhlich-Sandner                                                                                   | SPÖ   |
| Ministre fédéral de l'Enseignement et des Arts Ministre fédéral de l'Enseignement, des Arts et des Sports (01/01/1985) |           | Herbert Moritz                                                                                              | SPÖ   |
| Ministre fédéral des Travaux publics et de la Technologie                                                              |           | Karl Sekanina (jusqu'au 22/02/1985) Ferdinand Lacina (par intérim) Heinrich Übleis (à partir du 01/03/1985) | SPÖ   |
| Ministre fédéral de la Science et de la Recherche                                                                      |           | Heinz Fischer                                                                                               | SPÖ   |

### Remaniement du 17 décembre 1985
- Les nouveaux ministres sont indiqués en gras, ceux ayant changé d'attributions en italique.

| Fonction                                                                             | Titulaire | Titulaire                                                     | Parti |
| ------------------------------------------------------------------------------------ | --------- | ------------------------------------------------------------- | ----- |
| Chancelier fédéral                                                                   |           | Fred Sinowatz                                                 | SPÖ   |
| Vice-chancelier Ministre fédéral du Commerce, de l'Artisanat et de l'Industrie       |           | Norbert Steger                                                | FPÖ   |
| Ministre fédéral des Affaires étrangères                                             |           | Leopold Gratz                                                 | SPÖ   |
| Ministre fédéral de la Protection sociale                                            |           | Alfred Dallinger                                              | SPÖ   |
| Ministre fédéral des Finances                                                        |           | Franz Vranitzky                                               | SPÖ   |
| Ministre fédéral de la Santé et de la Protection de l'environnement                  |           | Franz Kreuzer                                                 | SPÖ   |
| Ministre fédéral de l'Intérieur                                                      |           | Karl Blecha                                                   | SPÖ   |
| Ministre fédéral de la Justice                                                       |           | Harald Ofner                                                  | FPÖ   |
| Ministre fédéral de l'Agriculture et des Forêts                                      |           | Günter Haiden                                                 | SPÖ   |
| Ministre fédéral de l'Économie publique et des Transports                            |           | Ferdinand Lacina                                              | SPÖ   |
| Ministre fédéral de la Défense nationale                                             |           | Friedhelm Frischenschlager (jusqu'au 15/02/1986 Helmut Krünes | FPÖ   |
| Ministre fédéral de la Famille, de la Jeunesse et de la Protection des consommateurs |           | Gertrude Fröhlich-Sandner                                     | SPÖ   |
| Ministre fédéral de l'Enseignement, des Arts et des Sports                           |           | Herbert Moritz                                                | SPÖ   |
| Ministre fédéral des Travaux publics et de la Technologie                            |           | Heinrich Übleis                                               | SPÖ   |
| Ministre fédéral de la Science et de la Recherche                                    |           | Heinz Fischer                                                 | SPÖ   |
| Ministre fédéral sans portefeuille                                                   |           | Franz Löschnak                                                | SPÖ   |